# 전주실내빙상경기장
전주실내빙상경기장은 한국 전북특별자치도 전주시 완산구 중화산동에 위치한 실내빙상경기장이다. 화산실내빙상경기장으로도 불린다. 1996년에 준공되었다. 1997년 동계 유니버시아드의 개최를 목적으로 건설되었으며 대회 기간 중 피겨 스케이팅 및 쇼트트랙 스피드 스케이팅 경기가 열렸다. 2002년과 2010년에는 4대륙 피겨 스케이팅 선수권 대회를 개최하였다. 전라북도의 대표적인 빙상 경기 시설이다.
경기장의 옆으로 동계 유니버시아드를 위해 함께 건립된 화산체육관(당시 명칭 전주제2실내빙상경기장)이 위치해 있다.